# Лады
Лады — узкие выпуклые порожки на грифе некоторых щипковых и смычковых музыкальных инструментов, служащие для изменения рабочей длины струн и высоты их звучания на заданную величину. Получаемый набор звуков определяет ладовую систему воспроизводимой музыки. Также обеспечивают более выразительное и продолжительное звучание струн (сустейн) после их одномоментного защипывания (при отсутствии лада колебание струны́ гасится быстрее мягкой подушечкой пальца). При зажатии струны палец располагается между соседними ладами, ближе к тому ладу, от которого струна звучит.

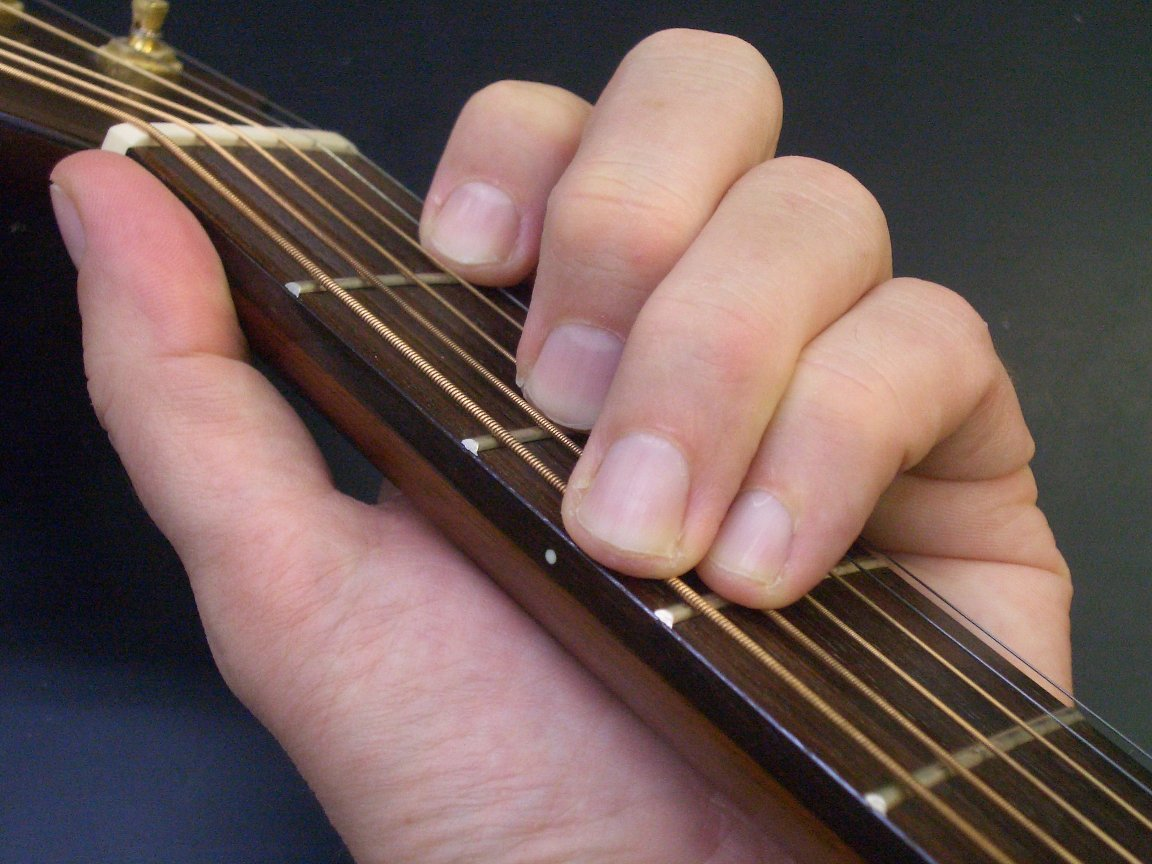
Лады на акустической гитаре
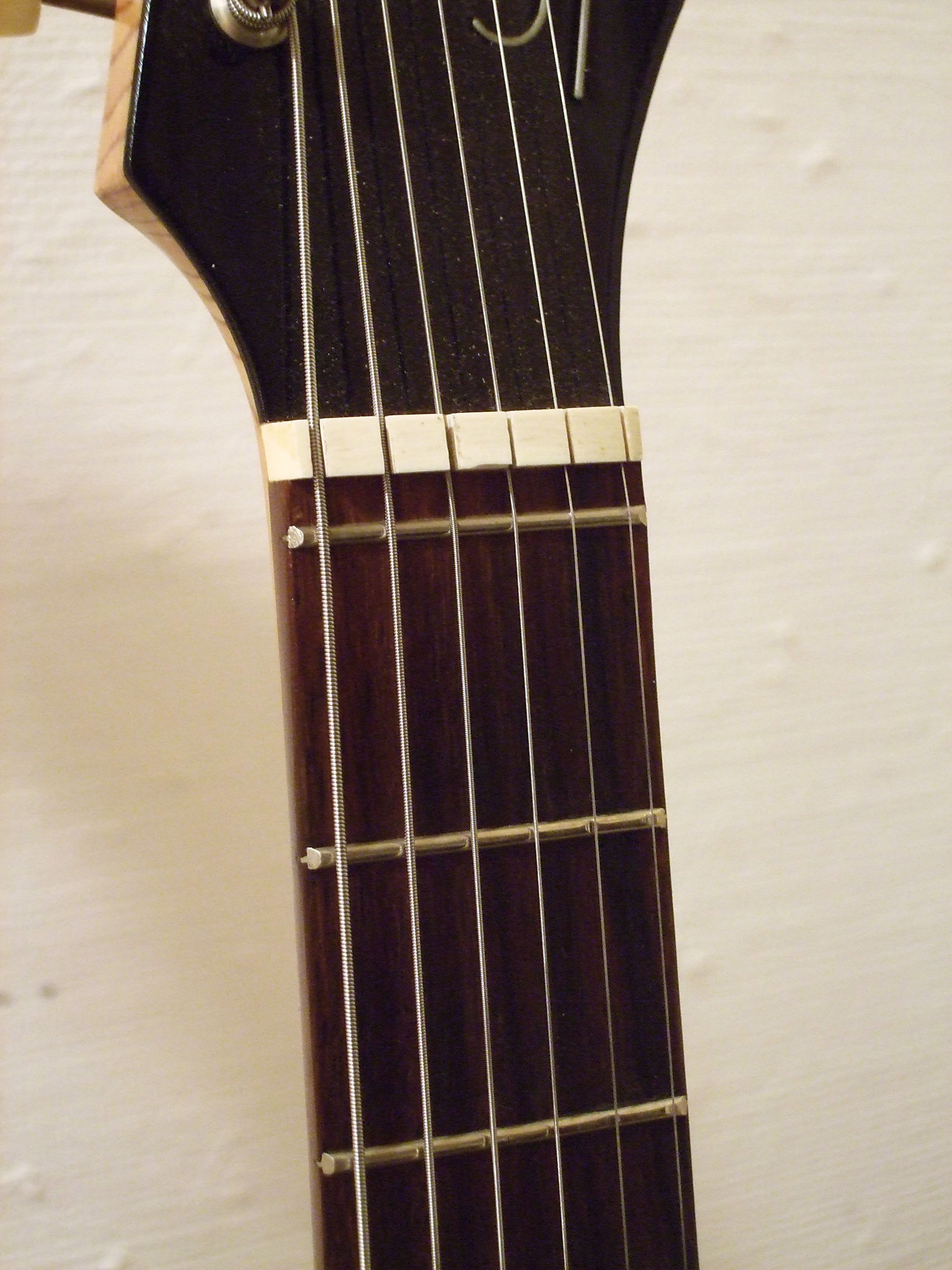
Гриф с нулевым ладом
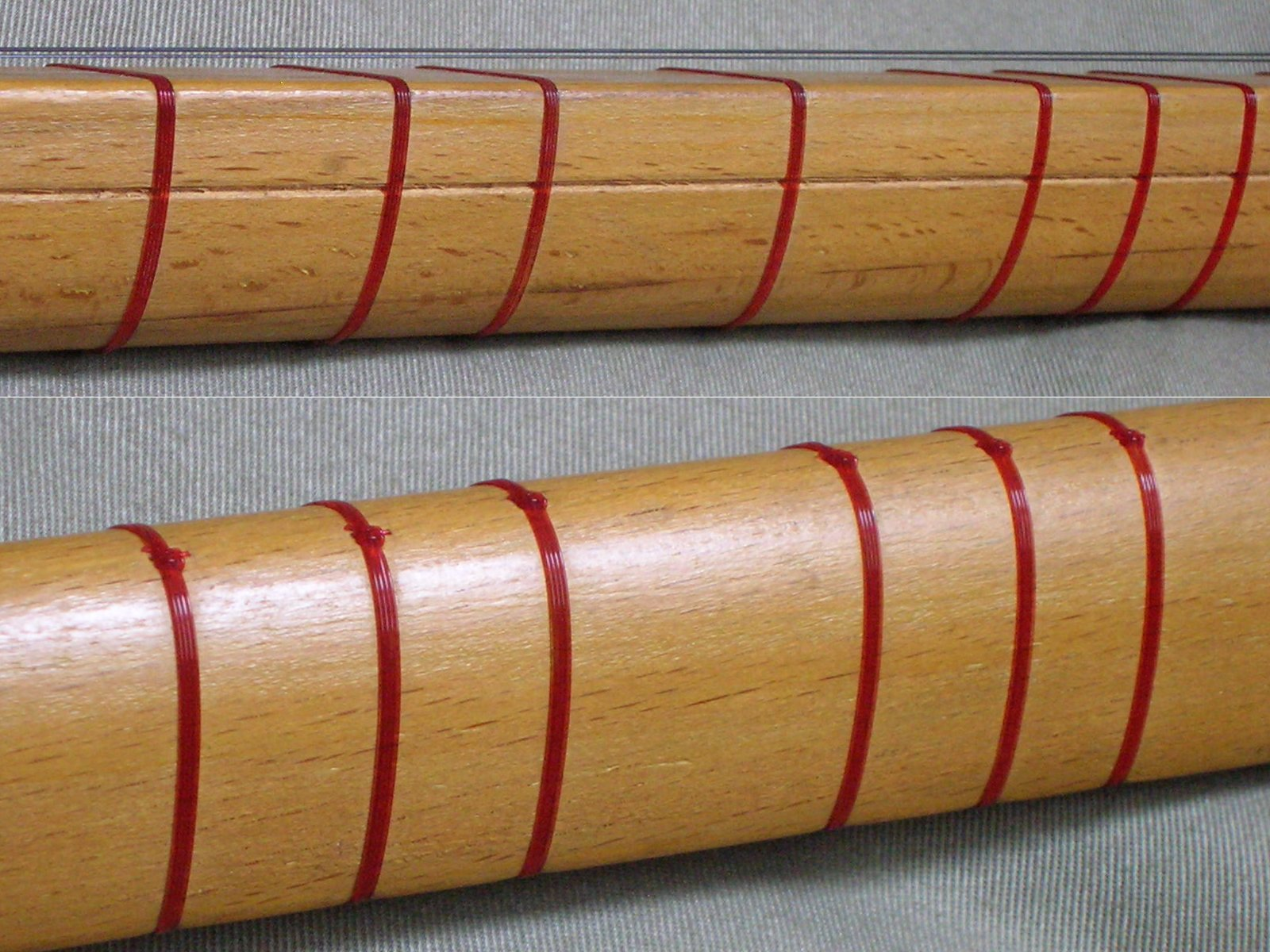
Навязные лады на сазе

Некоторые щипковые инструменты не имеют ладов на грифе: безладовая бас-гитара, очень редкий инструмент безладовая гитара.

## Описание
Представляют собой отрезки ладовой проволоки, изготавливаемой протяжкой обычной проволоки круглого сечения из нейзильбера или латуни. Также может быть сделана из бронзы и нержавеющей стали. Проволока состоит из головки (собственно лада, о который опирается струна) и ножки, вставляемой в накладку грифа. Ширина головки ладов для гитары 2,5, балалайки и домры 2,0, мандолины 1,8 мм. Длина лада совпадает с шириной грифа. На исторических инструментах и на некоторых неевропейских инструментах ладами служат отрезки струн, намотанные вокруг грифа (навязные лады).
Лады располагаются от верхнего порожка у головки грифа. На некоторых инструментах функцию верхнего порожка выполняет нулевой лад, о который струны опираются постоянно, а сам порожек только равномерно распределяет струны по ширине грифа.
Со временем металлические лады изнашиваются и требуют выравнивания или замены.

## Расчёт ладов
На большинстве современных европейских инструментов (например гитаре) лады делят струну на равномерно темперированные отрезки (полутона). Количество ладов 12—24. Их расчёт, то есть разметка местоположения на грифе, производится на основании рабочей длины струны (мензуры). Если обозначить расстояние от нижнего порожка до {\displaystyle n}-го лада (длину звучащей части струны, прижатой на {\displaystyle n}-м ладу) через {\displaystyle L_{n}}, то отношение длин {\displaystyle L_{n-1}/L_{n}} всегда одинаковое и составляет {\displaystyle {\sqrt[{12}]{2}}}, или 1,059463… (интервальный коэффициент). Длина струны от n лада равна длине струны от n−1 лада, делённой на интервальный коэффициент. Например, при мензуре 650 мм длина струны от 1 лада равна 650 / 1,059463 = 613,518 мм. Длина струны от 2 лада — 613,518 / 1,059463 = 579,084 мм и т. д. Соответственно 1 лад располагается от верхнего порожка на расстоянии 650 − 613,518 ≈ 36,5 мм, 2 лад — 650 − 579,084 ≈ 70,9 мм. Расстояние от верхнего порожка до 1 лада в два раза длиннее расстояния от 12 до 13 лада, расстояние от 1 до 2 лада — в два раза длиннее от 13 до 14 и т. д. На 12 ладу струна делится ровно пополам.
Сокращение длины струны пропорционально увеличивает частоту её звучания. Например, открытая (незажатая) струна звучит с частотой 440 Гц. Зажатая на 1 ладу — с частотой 440 × 1,059463 = 466,164 Гц. Зажатая на 2 ладу — с частотой 466,164 × 1,059463 = 493,883 Гц и т. д. На 12 ладу струна звучит с удвоенной частотой 880 Гц, то есть выше открытой струны на октаву.